# Sokoľany
Sokoľany (Hongaars: Abaújszakály) is een Slowaakse gemeente in de regio Košice, en maakt deel uit van het district Košice-okolie.
Sokoľany telt 1.196 inwoners.